# Il libro dei segreti
Il Libro dei segreti è il primo romanzo del ciclo Le cronache di Spiderwick scritto da Holly Black con illustrazioni di Tony DiTerlizzi.
In questo libro si conoscono i personaggi principali della serie (Jared, Simon e Mallory), che si trasferiscono in una nuova casa in campagna, Villa Spiderwick, dove abitava la prozia dei ragazzi Lucinda. La villa viene descritta come "un mucchio di catapecchie", una vecchia casa.

Già dall'inizio accadono cose strane, come la sparizione di oggetti. In seguito i ragazzi scopriranno un montavivande pieno di oggetti rubati (come la testa di una bambola) e in cui qualcuno ha costruito una specie di nido o tana, con tanto di lettino. Mallory toglie tutto con l'aiuto dei gemelli, e siccome lei non riusciva a entrare, ci va Jared per fargli una beffa e fare qualcosa che lei non può fare. Il bambino scopre una stanza simile ad uno studio, e trova un biglietto con un enigma. Seguendo l'enigma raggiunge una soffitta e trova un vecchio libro.

## Edizione
- Spiderwick - 1. Il libro dei segreti, traduzione di Maria Bastanzetti, Milano, Arnoldo Mondadori Editore, 2004,  p. 128, ISBN 978-88-04-52553-0.